# Denis Lyons (Politiker)
Denis Lyons (* 1. August 1935 im County Cork; † 7. Juli 2014 ebenda) war ein irischer Politiker der Fianna Fáil, der von 1981 bis 1992 Abgeordneter (Teachta Dála) des Dáil Éireann, des Unterhauses des Parlaments (Oireachtas) war. In der Regierung Haughey III (1987 bis 1989) sowie in der Regierung Haughey IV (1989 bis 1992) fungierte er als Staatsminister in verschiedenen Ministerien.

## Leben
Denis Lyons begann seine politische Laufbahn 1972 als Mitglied des Rates des County Cork (Cork County Council) und war Mitglied mehrerer Unterausschüsse des Rates sowie Gewerkschaftsfunktionär. Bei den Wahlen am 11. Juni 1981 wurde er für die Fianna Fáil im Wahlkreis Cork North Central mit 5394 Stimmen (11,87 Prozent) und dem viertbesten Ergebnis erstmals Abgeordneter (Teachta Dála) des Dáil Éireann, des Unterhauses des Parlaments (Oireachtas). Bei den darauf folgenden Wahlen am 18. Februar 1982 wurde er sogar als Erstplatzierter mit 6694 Stimmen (15,72 Prozent) in diesem Wahlkreis als Abgeordneter wiedergewählt. Bei den Wahlen am 24. November 1982 wurde er erneut im Wahlkreis Cork North Central mit dem fünftbesten Ergebnis mit 4999 Stimmen (11,69 Prozent) sowie bei der Wahl am 17. Februar 1987 mit 5039 Stimmen (11,63 Prozent) und nunmehr als Zweitplatzierter als Mitglied des Unterhauses wiedergewählt. Zwischen 1983 und 1987 fungierte er als stellvertretender Sprecher für Bildung und als Sprecher für Beschäftigung bei Fianna Fáil. In der Regierung Haughey III war er zunächst vom 12. bis zum 31. März 1987 Staatsminister im Ministerium für Meeresangelegenheiten sowie im Anschluss zwischen dem 31. März 1987 und dem 12. Juli 1989 Staatsminister im Ministerium für Tourismus und Verkehr und damit engster Mitarbeiter des damaligen Ministers für Tourismus und Verkehr John P. Wilson.
Bei den Wahlen am 15. Juni 1989 wurde Lyons im Wahlkreis Cork North Central mit dem viertbesten Ergebnis und 4008 Stimmen (9,72 Prozent) abermals zum Abgeordneten des Dáil Éireann gewählt. In der im Anschluss gebildeten Regierung Haughey IV fungierte er zwischen dem 19. Juli 1989 und dem 6. Februar 1991 zuerst als Staatsminister im Ministerium für Tourismus und Verkehr beziehungsweise danach vom 6. Februar 1991 bis zum 11. Februar 1992 als Staatsminister im Ministerium für Tourismus, Verkehr und Kommunikation und war damit engster Mitarbeiter des Ministers dieser Ressorts, Séamus Brennan. Bei den Wahlen am 25. November 1992 kandidierte er zwar erneut im Wahlkreis Cork North Central, erhielt allerdings nur 2460 Stimmen (5,48 Prozent) und verlor damit sein Unterhausmandat. 1993 kandidierte er für die Fianna Fáil für einen der neun zu vergebenden Sitze für die Industrie- und Handelsgruppe (Industrial and Commercial Panel) ein Mandat im Senat (Seanad Éireann), dem Oberhaus des Parlaments. Er erhielt jedoch nur 17 Stimmen (1,76 Prozent) und belegte damit lediglich den 21. Platz unter 27 Kandidaten. Bei den Senatswahlen 1997 bewarb er sich nunmehr für einen der fünf zu vergebenden Sitze für die Kultur- und Bildungsgruppe (Cultural and Educational Panel). Bei beiden Wahlen erhielt er nur 26 Stimmen (2,67 Prozent) und verpasste als 14. unter 19 Kandidaten abermals den Einzug in den Senat. Im Anschluss zog er sich aus der Politik zurück.
Aus seiner Ehe mit Catherine Lyons gingen sechs Kinder hervor.